# Route 67 (Manitoba)
La Route 67 (PTH 67) est une courte route provinciale du Manitoba. Elle parcourt la région au nord des limites de Winnipeg entre la route 6 près de Warren et la route 9 aux limites de Lower Fort Garry.

## Intersections majeures
| Division                | Ville            | km    | Destinations                                        | Notes                                      |
| ----------------------- | ---------------- | ----- | --------------------------------------------------- | ------------------------------------------ |
| No. 14                  | Warren           | 0,00  | PTH-6 – Ashern, Eriksdale, Thompson                 |                                            |
| No. 14                  |                  | 6,60  | PR 322 – Grosse Isle, Argyle                        |                                            |
| No. 14                  | Stonewall        | 14,80 | PR 236 sud – Winnipeg                               | Terminus ouest du multiplex avec la PR 236 |
| No. 14                  | Stonewall        | 16,50 | PR 236 nord (Fourth Street E) – Balmoral            | Terminus est du multiplex avec la PR 236   |
| No. 14                  |                  | 21,40 | PTH-7 – Arborg, Teulon, Winnipeg                    |                                            |
| No. 14                  |                  | 29,50 | PR 220 – Oak Hammock Marsh                          |                                            |
| No. 13                  |                  | 36,00 | PTH-8 (Veterans Memorial Highway) – Gimli, Winnipeg |                                            |
| No. 13                  |                  | 42,60 | PR 230 (McPhilipps Road) – Selkirk                  |                                            |
| No. 13                  | Lower Fort Garry | 45,90 | PTH-9 (Main Street) – Selkirk, Winnipeg             |                                            |
| - Terminus de multiplex |                  |       |                                                     |                                            |